# 7301 Matsuitakafumi
7301 Matsuitakafumi eller 1993 AB är en asteroid i huvudbältet som upptäcktes den 2 januari 1993 av de båda japanska astronomerna Takeshi Urata och Akira Natori vid JCPM Yakiimo Station. Den är uppkallad efter Takafumi Matsui.
Asteroiden har en diameter på ungefär 6 kilometer.